# وذمة لمفية بعد الالتهاب
الوذمة اللمفية التالية للالتهاب هي حالة تتميز بتورم الأنسجة الرخوة التي تراكمت فيها كمية زائدة من اللمف، وتحدث بسبب الالتهابات البكتيرية المتكررة.